# Playfish
Die Playfish Ltd. war ein britisches Tochterunternehmen von Electronic Arts, das kostenlose Spiele für soziale Netzwerke wie Facebook und MySpace (Social Games) bereitstellte.

## Beschreibung
Das Unternehmen, das 2007 gegründet wurde, gehörte lange Zeit zu den größten Anbietern mit 150 Millionen installierten Spielen und rund 60 Millionen aktiven Nutzern im Monat. Zu den erfolgreichsten Titeln des Unternehmens gehören die Facebook-Spiele Pet Society, Restaurant City und Country Story. Im November 2009 wurde Playfish von Electronic Arts für mindestens 275 Millionen US-Dollar aufgekauft.
Im April 2013 wurde die Einstellung sämtlicher verbliebenen Spiele von Playfish wegen des nachlassenden Interesses bekanntgegeben und alle Aktivitäten in der EA-Tochter PopCap Games gebündelt.

## Spiele
- Country Story
- Bowling Buddies
- Crazy Planet
- Geo Challenge
- Hotel City
- My Empire
- Who Has The Biggest Brain?
- Word Challenge
- Gangster City
- Pirates Ahoy!
- Poker Rivals
- Quiztastic!
- Minigolf Party
- Pet Society
- Restaurant City
- RISK: Factions
- NHL Superstars
- The Sims Social
- World Series Superstars
- Monopoly Millionaires
- Madden NFL Superstars
- EA Sports FIFA Superstars